# Shearwater (band)
Shearwater is een indie rockband uit Austin, Texas. De band werd in 2000 gevormd door Jonathan Meiburg en Will Sheff, die tevens bij de band Okkervil River spelen.

## Geschiedenis
De band Shearwater werd in 2000 opgericht door Meiburg en Sheff om de zachtere, meer melodische liedjes, die voor hun andere band Okkervil River niet geschikt waren, ten gehore te kunnen brengen. Meiburg is afgestudeerd in de ornithologie, de studie van de vogelkunde. De naam "Shearwater" is het Engelse woord voor stormvogel. Deze vogel is afgebeeld op de hoes van het derde album, Winged Life, uitgebracht in 2004. De naam van de band werd onder andere gekozen vanwege de klank van het woord.
Het debuut van Shearwater, genaamd The Dissolving Room, werd in 2001 uitgebracht. Op dit album speelde de ex-vrouw van Meiburg, Kim Burke, voor het eerst mee. Korte tijd na het verschijnen van dit album voegde drummer en vibrafonist Thor Harris zich bij de band.
Shearwater heeft opgetreden met bands als The Mountain Goats, Akron/Family en Blonde Redhead.
In mei 2006 bracht Shearwater zijn vierde studioalbum uit, genaamd Palo Santo. Dit album was het eerste van een drieluik samen met het erop volgende vijfde album, Rook (2008), en het afsluitende The Golden Archipelago (2010). Nadien volgden Animal Joy (2012), Fellow Travelers (2013), Jet Plane and Oxbow (2016) en The Great Awakening (2022)

## Discografie

### Albums
| Album met eventuele hitnotering(en) in de Nederlandse Album Top 100 | Datum van verschijnen | Datum van binnenkomst | Hoogste positie | Aantal weken | Opmerkingen        |
| ------------------------------------------------------------------- | --------------------- | --------------------- | --------------- | ------------ | ------------------ |
| The Dissolving Room                                                 | 2001                  | -                     |                 |              |                    |
| Everybody Makes Mistakes                                            | 2002                  | -                     |                 |              |                    |
| Winged life                                                         | 2004                  | -                     |                 |              |                    |
| Sham Wedding / Hoax Funeral                                         | 2004                  | -                     |                 |              | met Okkervil River |
| Thieves Ep                                                          | 2005                  | -                     |                 |              | ep                 |
| Palo Santo                                                          | 2006                  | -                     |                 |              |                    |
| The Snow leopard EP                                                 | 2008                  | -                     |                 |              | ep                 |
| Rook                                                                | 2008                  | -                     |                 |              |                    |
| The Golden Archipelago                                              | 12-02-2010            | 20-02-2010            | 98              | 1            |                    |
| Animal Joy                                                          | 17-02-2012            | 25-02-2012            | 100             | 1            |                    |
| Fellow Travelers                                                    | 2013                  | -                     |                 |              |                    |
| Jet Plane and Oxbow                                                 | 2016                  | -                     |                 |              |                    |
| The Great Awakening                                                 | 2022                  | -                     |                 |              |                    |

| Album met hitnotering(en) in de Vlaamse Ultratop 200 albums | Datum van verschijnen | Datum van binnenkomst | Hoogste positie | Aantal weken | Opmerkingen |
| ----------------------------------------------------------- | --------------------- | --------------------- | --------------- | ------------ | ----------- |
| The Golden Archipelago                                      | 2010                  | 27-02-2010            | 94              | 1            |             |